# Ringgeister (Brettspiel)
Ringgeister ist ein Brettspiel von Jo Hartwig, das 1993 beim Laurin-Verlag erschienen ist. Illustriert wurde es ebenfalls von Jo Hartwig.
Ziel des Spiels ist es, eine Hobbit-Figur an den Orks und Ringgeistern vorbei zum Schicksalsberg zu bringen.
Das Spiel ist für 2–4 Spieler ab 10 Jahren geeignet und dauert zwischen 30 und 120 Minuten. Das Spiel unterstützt kooperative Ansätze, da man zu Beginn mit Zusammenarbeit wesentlich besser vorankommt.
Die ersten Ideen zu dem Spiel hielt der Autor bereits 1977 fest, 1990 stellte er Das große Hobbitspiel vor, aus dem dann Ringgeister entstand.

## Das Spiel

### Spielaufbau
Vor Spielbeginn wird der Spielplan erstellt: in einen 4-teiligen Rahmen werden acht- und viereckige Blättchen eingepasst. Der dadurch entstandene Plan zeigt eine Vielzahl von Wegen mit Verzweigungen und hellen und dunklen Punkten.

### Spielverlauf
Jeder Spieler hat 2 Figuren, eine kleine (einen Hobbit) und eine mittlere (Mensch, Elb, Zwerg); außerdem wird Gandalf durch eine große weiße Figur dargestellt. Diesen „hellen“ Figuren stehen die „dunklen“ gegenüber: die großen Ringgeister, die mittleren Orks und eine kleine: Gollum.
Die hellen Figuren versuchen von der Ausgangsposition in vielen Zügen quer über das Spielfeld zum Schicksalsberg zu gelangen. Auf den immer wieder gezogenen Spielkarten wird der Ringträger bestimmt, verborgene Zwergengänge benutzbar gemacht und die Zugrichtung der dunklen Figuren festgelegt. Von den hellen Figuren können nur die kleinen über den Spinnenweg zum Schicksalsberg vordringen und den letzten Punkt erreichen. Doch jeder Zug kann Reaktionen auslösen: Eine neue Spielkarte wird gezogen, dunkle Figuren ziehen über die Wege und können die hellen Figuren auf die Ausgangsposition zurückwerfen oder der Spielplan selbst ändert sich, indem die Teilblättchen, angefasst an den Puckelfelsen, gedreht werden.

### Varianten
Durch 1–3 Zwischenstationen, die von den hellen Figuren erreicht werden müssen, kann der Schwierigkeitsgrad des Spiels erhöht werden.

### Siegbedingungen
Eine der kleinen, hellen Figuren erreicht den Schicksalsberg und die aktuelle Spielkarte zeigt die Farbe dieser Figur und kennzeichnet sie als Ringträger.

### Spielinhalt
- Spielanleitung
- 27-teiliger Spielplan
- 9 helle Spielfiguren
- 18 schwarze Spielfiguren
- 24 Spielkarten
- 18 Puckelfelsen